# 派恩瓦利 (新澤西州)
派恩瓦利（英語：Pine Valley）是位於美國新澤西州康登縣的非建制地區。

## 人口
根據2020年美國人口普查的數據，派恩瓦利的面積為2.51平方千米，當中陸地面積為2.47平方千米，而水域面積為0.04平方千米。當地共有人口21人，而人口密度為每平方千米8人。